# Rejjie Snow
Rejjie Snow, de son vrai nom Alexander Anyaegbunam, né le 27 juin 1993 à Dublin, est un rappeur irlandais,.

## Biographie

### Enfance
Rejjie Snow, naît Alexander Anyaegbunam le 27 juin 1993 d'une mère irlando-jamaïcaine et d'un père nigérian. Il grandit dans les quartiers de Glasnevin et Drumcondra à Dublin, et va à l'école privée jésuite de Belvedere, dans le centre-ville de Dublin. En 2011, il déménage aux États-Unis et fréquente la Montverde Academy en Floride où il fait partie de l'équipe athlétique de l'académie en jouant au football. Une fois le lycée terminé en 2012, il va étudier le cinéma et le design au Savannah College of Art and Design à Savannah en Géorgie. Il abandonne l'université à la fin de son premier semestre pour retourner en Irlande et se concentrer sur sa carrière musicale.

### Carrière
Il commence sa carrière sous le nom de Lecs Luther en 2011 avant d'adopter le nom de Rejjie Snow. En tant que Lecs Luther, il dévoile son premier projet, un EP intitulé Fish & Chips. Le 24 juin 2013, à présent sous le nom de Rejjie Snow, il sort son second projet, Rejovich, un EP, qui se place immédiatement en tête du top des ventes iTunes Hip-Hop, devant les dernières sorties de Kanye West et J. Cole. En juin 2015, Snow publie son premier single officiel, All Around the World , dont le clip met en vedette l'actrice et mannequin Lily-Rose Depp,. Le 10 février 2016, il sort le single Product en collaboration avec les rappeurs américains Future et Rich the Kid. En septembre 2016, Rejjie Snow signe sur le label 300 Entertainment et sort le single D. R. U. G.S.. En attente de la sortie de son premier album studio Dear Annie, il dévoile tour à tour plusieurs singles : ainsi, le 18 octobre 2016 sort Pink Beetle, le 19 janvier 2017 sort Crooked Cops dans lequel il dénonce les violences policières subies par la communauté noire, et enfin, le 28 mars 2017, il sort Flexin en collaboration avec son compatriote Ebenezer. Il sort une mixtape gratuite intitulée The Moon & You le 17 mai 2017. Concernant le retard que prend la sortie de son album Dear Annie, il confie au Irish Independent, en avril, que celui-ci est complété, excepté sa couverture, et que son label veut attendre le moment optimal pour le sortir, mais sortira probablement au cours de l'été 2017. Dear Annie sort finalement le 16 février 2018.

## Démêlés judiciaires
Le 4 septembre 2019, Rejjie Snow et le producteur et DJ Tanner Dale sont arrêtés à Shibuya (Tokyo) pour avoir graffé l'un des murs du Shibuya Mark City (en).

## Discographie

### Album studio
- 2018 : Dear Annie
- 2021 : Baw Baw Black Sheep
- 2024 : PEACE 2 DA WORLD

### EP
- 2011 : Fish & Chips
- 2013 : Rejovich

### Mixtape
- 2017 : The Moon & You